# Orquesta Típica Victor
La Orquesta Típica Victor, también conocida como Orquesta Típica Select, fue una orquesta argentina que se formó para grabar música de tangos para la discográfica RCA Victor. Los integrantes fueron variando y sus 444 o 445 registros se extienden entre 1925 y 1944; era llamada “la orquesta invisible” porque nunca realizó presentaciones en público.

## Origen de la orquesta
A mediados de la década de 1920 la discográfica RCA Victor salió a competir con el sello Nacional-Odeon y decidieron formar una orquesta propia para lo cual contrataron como su asesor y director a Adolfo Carabelli, un pianista que no había incursionado en el género del tango y que tenía una sólida formación en música clásica.
En la primera integración estuvieron los bandoneonistas Luis Petrucelli, Nicolás Primiani y Ciriaco Ortiz, los violinistas Manlio Francia, Agesilao Ferrazzano y Eugenio Romano, el pianista Vicente Gorrese y el contrabajista Humberto Costanzo y debutaron el 9 de noviembre de 1925 grabando los tangos Olvido, de Ángel D'Agostino y Sarandí de Juan Baüer.
Más adelante decidió mejorar la calidad de los registros grabando en la sede de la empresa, en Camden, Nueva Jersey, Estados Unidos para lo cual contrató por 5000 dólares para cada uno a Tito Roccatagliata, Osvaldo Fresedo y Enrique Delfino. A ellos se agregaron en Camden dos artistas locales, el segundo violinista Alberto Infante Arancibia, un argentino que por ese entonces dirigía la orquesta del cabaré El Chico, sito en Nueva York y que aparece brevemente en dos películas de Gardel, y el chelista Alfred Lennartz, que se dedicaba a la música clásica pero que se adaptó sin problemas al tango. Roccatagliata se desempeñó como director y arreglador no declarado de la orquesta e hicieron 50 grabaciones más cuatro solos de Delfino y dos de Fresedo. En algunos de los registros, por ejemplo en los tangos Don Esteban y Curupaytí, de Augusto Berto, Roccatagliata luce su notable manejo del arco en los pizzicatos, que con frecuencia los hacía sobre la cuarta cuerda, técnica dificultosa con la que consigue un verdadero fraseo en los bajos, una definición bandoneonística adecuada para el tango.
Esta orquesta estaba fundamentalmente volcada al género del tango, pero también grabó más de cuarenta rancheras,  otros tantos valses, aproximadamente quince foxtrots y algunas pocas milongas, además de corridos, pasodobles y polcas.
La calidad de sus músicos hizo de la Orquesta Típica Victor "una de las manifestaciones musicales más ricas de su tiempo, que perdurará en el mismo nivel hasta bien entrados los años treinta.".

## Músicos que la integraron
Otros músicos que integraron la orquesta fueron:
bandoneonistas
- Pedro Laurenz
- Carlos Marcucci
- Federico Scorticati
- Orlando Carabelli, hermano del director y

contrabajistas
- Nerón Ferrazzano

violinistas
- Nicolás Di Masi
- Antonio Buglione
- Eduardo Armani
- Eugenio Nobile

Otros músicos que tocaron en algunas oportunidades en la orquesta fueron Alfredo De Franco, Cayetano Puglisi y Aníbal Troilo.

## Vocalistas que la integraron
En los primeros tres años la orquesta hizo más de cien temas instrumentales y recién el 8 de octubre de 1928 grabó uno con cantante, que fue el tango Piba, el primero de los cuatro con la voz del violinista Antonio Buglione.Otros cantantes que grabaron con la orquesta fueron:
- Carlos Lafuente (37 veces, el que más grabó)
- Roberto Díaz (27
- Alberto Gómez (25)
- Ernesto Famá (17)
- Luis Díaz (14)
- Teófilo Ibáñez (9)
- Ortega Del Cerro (7)
- Juan Carlos Delson (7)
- Mario Pomar –que por entonces usaba el nombre artístico de Mario Corrales — (6)
- Charlo (4).

Otros vocalistas que también participaron en las grabaciones fueron: Samuel Aguayo, Mariano Balcarce, Armando Barbé (también con el nombre de Armando Sentous), Alberto Barros, Lito Bayardo, José Bohr, Alberto Carol, Deo Costa, Vicente Crisera, Dorita Davis, Fernando Díaz, Francisco Fiorentino, Gino Forsin, Hugo Gutiérrez, Lita Morales, Jaime Moreno, Osvaldo Moreno, Héctor Palacios, Jimmy People, El Príncipe Azul, Oscar Ugarte, Ángel Vargas , Augusto Vila, Eugenio Viñas y Raúl Lavalle.

## Otras orquestas
Por razones comerciales, la discográfica fue creando otras orquestas: Orquesta Victor Popular, Orquesta Típica Los Provincianos, que dirigió Ciriaco Ortiz, Orquesta Radio Victor Argentina, dirigida por Mario Maurano,  Orquesta Argentina Victor, Orquesta Victor Internacional, Cuarteto Victor, integrado por los violinistas Cayetano Puglisi y Antonio Rossi, el bandoneonista Ciriaco Ortiz y el pianista Francisco Pracánico, así como el excelente Trío Victor, conformado por el violinista Elvino Vardaro y los guitarristas Oscar Alemán y Gastón Bueno Lobo.

## Directores
En 1936 el bandoneonista Federico Scorticati reemplazó a Carabelli en la dirección de la orquesta y sus primeros registros fueron los tangos Cansancio (de Federico Scorticati y Manuel Meaños y Amargura, de Carlos Gardel y Alfredo Le Pera con la voz de Héctor Palacios. En 1943 la dirección pasó a Mario Maurano y sus primeros registros, del 2 de septiembre, fueron los tangos Nene caprichoso y Tranquilo viejo tranquilo, los dos de Francisco Canaro e Ivo Pelay, con la voz de Ortega Del Cerro.
El 9 de mayo de 1944 los valses Uno que ha sido marino de Ulloa Díaz, y Sobre las olas, de Juventino Rosas, ambos cantados por el dúo Jaime Moreno y Lito Bayardo, fueron las últimas grabaciones con la denominación Orquesta Típica Victor.